# Derya Torun
Derya Torun (* 5. August 1980 in Berlin) ist eine ehemalige deutsche Boxerin und Kickboxerin kurdischer Abstammung. Sie hat für die Arena Box-Promotion aus Hamburg geboxt.

## Amateurkarriere
Von 1989 bis 2003 war sie im Kickboxen aktiv, seit 1993 ist sie Trainerin in diesem Kampfsport und konnte nationale wie auch internationale Wettkämpfe gewinnen. Bevor sie im Pointfighting dominierte, hat sie parallel im Leichtkontakt gekämpft. Ihre größten Erfolge im Kickboxen waren der Gewinn der Weltmeisterschaft 2000 im US-amerikanischen Louisville, Kentucky, der Geburtsstadt von Muhammad Ali, und der Sieg 2001 bei den US Open in Orlando, Florida, einem der größten amerikanischen Turniere.
Zweimal in Folge wurde sie vom Verband WKA 1999 und 2000 als Kämpferin des Jahres geehrt. Bei der WKA war sie die erste und bislang einzige Deutsche, die in allen Gewichtsklassen im Pointfighting gleichzeitig auf Rang eins geführt wurde.
Im Alter von 14 Jahren begann Derya zusätzlich mit dem Boxen. Das Boxtraining mit ihrem damaligen jamaikanischen Trainer Owen Reece, der sie auch in ihrer Profikarriere betreute, galt lediglich als Ergänzung des Kickboxens. Daher blieb es nur beim Boxtraining. Sie hatte damals keinerlei Ambitionen, ins reine Boxen zu wechseln.
2003 beendete sie ihre Kickboxkarriere und widmete sich nur noch dem Boxen. Sie war 2002–2003 die Sparringspartnerin der damaligen Weltmeisterin Daisy Lang. Ein weiteres Jahr danach war sie Sparringspartnerin der heutigen Weltmeisterinnen Ina Mentzer und Susianna Kentikian.

## Amateurerfolge Kickboxen
- 1999 und 2000 zur „Besten Kämpferin des Jahres“ von der WKA geehrt
- Weltmeisterin 1999 in Deutschland / Bayern
- Weltmeisterin 2000 in USA / Kentucky (WKA)
- Vizeweltmeisterin 1999 in Deutschland / Niedersachsen
- US-Open Siegerin 2001 in USA / Florida (eines der weltgrößten Turniere)
- 3. Platz bei der Weltmeisterschaft 1997 in Polen / Danzig
- 3. Platz bei den Diamond Nationals 2002 in USA / Minnesota (größte Turnier in Amerika)
- Swiss Open Siegerin in 2 Gewichtsklassen 1998 in der Schweiz
- Czech Open Siegerin in 2 Gewichtsklassen 2000 in Tschechien / Prag
- Nord-Cup-Siegerin in allen Gewichtsklassen 1999
- World-Cup-Siegerin in allen Gewichtsklassen 2001
- 3-fache Norddeutsche Meisterin
- 5-fache Hamburger Meisterin
- 8-fache Deutsche Meisterin

## Profikarriere
Am 19. November 2006 hatte sie ihr Profidebüt für Arena-Boxpromotion, das mit einem technischen K. o. in der ersten Runde erfolgreich begann. Ihr schnellster technischer K. o. war am 27. April 2007 in der ersten Runde nach 22 Sekunden gegen Elena Miftode aus Rumänien.
Derya Torun ist 1,63 m und wiegt 53,5 kg. Sie boxt im Bantamgewicht.

## Sonstiges
Derya Torun ist Personal-Trainer im Kickboxen, Boxen und gibt Kurse in diesen Sportarten als auch im Managerboxen.